# Daquan Shuiku
Daquan Shuiku (kinesiska: 大泉水库) är en reservoar i Kina. Den ligger i provinsen Jiangsu, i den östra delen av landet, omkring 55 kilometer norr om provinshuvudstaden Nanjing. Daquan Shuiku ligger 25 meter över havet. Arean är 1,4 kvadratkilometer. Trakten runt Daquan Shuiku består till största delen av jordbruksmark. Den sträcker sig 2,0 kilometer i nord-sydlig riktning, och 1,9 kilometer i öst-västlig riktning.
Genomsnittlig årsnederbörd är 1 291 millimeter. Den regnigaste månaden är juli, med i genomsnitt 289 mm nederbörd, och den torraste är december, med 32 mm nederbörd.